# CISSP

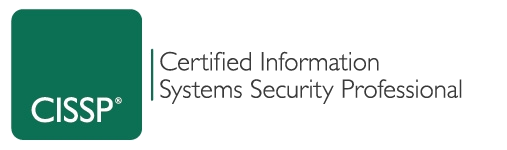
CISSP logo

 Сертифікований професіонал в області безпеки інформаційних систем (CISSP) - незалежна сертифікація з інформаційної безпеки від некомерційної організації International Information Systems Security Certifications Consortium ((укр. Міжнародний консорціум з сертифікації в галузі безпеки інформаційних систем), більш відомої як (ISC)². Ця сертифікація з'явилася в 1991 році і на даний момент, у всьому світі близько 70 000 людей є чинними спеціалістами CISSP. 
Сертифікація CISSP в першу чергу призначена для консультантів, аудиторів, архітекторів, аналітиків і управлінців в області інформаційної безпеки (ІБ).
CISSP відносять до числа вищих сертифікацій в області ІБ. Одна з найпопулярніших в Україні вендоронезалежних сертифікацій CISSP стоїть в одному ряду з CISA (аудитор інформаційних систем, в тому числі ІБ-аудитор), CISM (управлінець в області ІБ) та CEH (теоретичні основи етичного хакінгу).

## Історія
У середині 1980-х років виникла потреба у стандартизованій вендернонейтральній програмі сертифікації, яка б забезпечила структуру та продемонструвала компетентність. У листопаді 1988 року Група зі спеціальних інтересів за комп'ютерну безпеку (SIG-CS), член Асоціації управління обробки даних (DPMA), об'єднала декілька організацій, зацікавлених у цій меті. На їх основі в середині 1989 року був сформований міжнародний консорціум із сертифікації в галузі безпеки інформаційних систем або "(ISC)²" як некомерційна організація.
До 1990 року був організований перший робочий комітет із створення єдиного знання a Common Body of Knowledge (CBK). Перша версія CBK була завершена до 1992 року, а сертифікат CISSP був запущений до 1994 року.
З 15 квітня 2018 року навчальний план CISSP оновлюється наступним чином: 
- Безпека та управління ризиками

- Asset Security

- Архітектура та інженерія безпеки

- Комунікація та мережева безпека

- Управління ідентифікацією та доступом (IAM)

- Оцінка безпеки та тестування

- Операції з безпеки

- Безпека розробки програмного забезпечення

З 2015 року по початок 2018 року навчальний план CISSP розділений на вісім областей, подібних до останньої навчальної програми вище [11].
До 2015 року він охоплював десять аналогічних доменів.

## Переваги сертифікованого фахівця CISSP
- Можливість заробляти більше, ніж несертифіковані робітники в сфері послуг з інформаційної безпеки.

- Сертифікація CISSP є важливим елементом для побудови кар'єри фахівця з інформаційної безпеки.

- Багато організацій за кордоном "вимагають" підтвердження професіоналізму в області інформаційної безпеки за допомогою сертифіката CISSP.

- Підтвердження вашої прихильності до розуміння і застосування передових практик з безпеки.

- Членство в "елітної мережі" професіоналів в області інформаційної безпеки.

## Кількість учасників
Кількість членів CISSP станом на 1 січня 2018 року.
| Країна (Топ 12) | Кількість |
| --------------- | --------- |
| США             | 79617     |
| Велика Британія | 6389      |
| Канада          | 5052      |
| Південна Корея  | 2760      |
| Нідерланди      | 2280      |
| Австралія       | 2210      |
| Індія           | 2013      |
| Німеччина       | 1923      |
| Японія          | 1893      |
| Сінгапур        | 1714      |
| Китай           | 1697      |
| Гон Конг        | 1568      |